# Alpi dell'Albula
Le Alpi dell'Albula (in tedesco Albula-Alpen) sono un gruppo montuoso delle Alpi Retiche occidentali, comprese nel territorio svizzero nel Canton Grigioni, prendendo il nome dal fiume Albula che ha la sorgente nel gruppo montuoso e scorrente in direzione nord-ovest.
La vetta culminante è il Piz Kesch che raggiunge i 3.418 m s.l.m.

## Classificazione

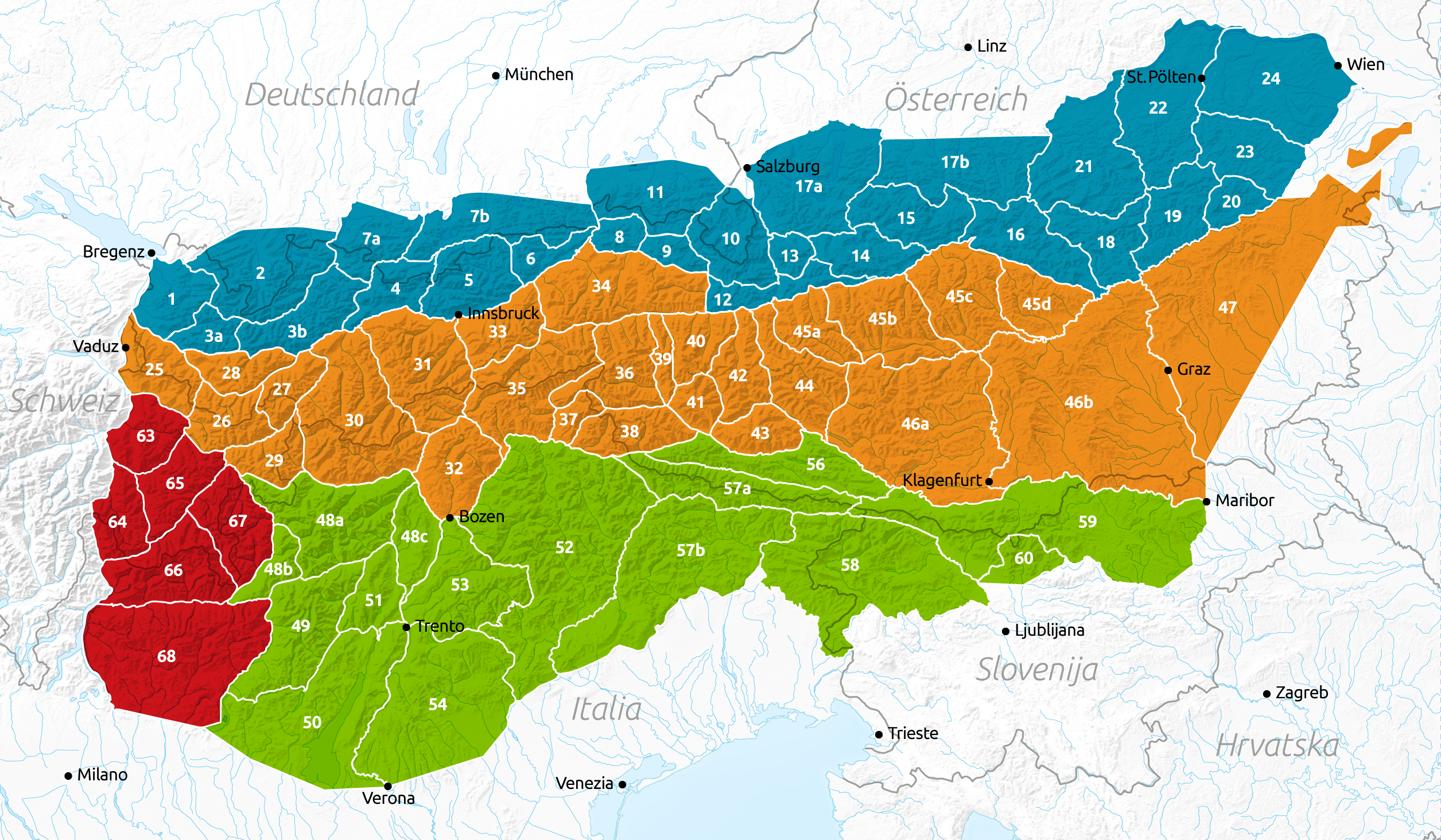
Le Alpi dell'Albula secondo l'AVE sono individuate dal numero 65.

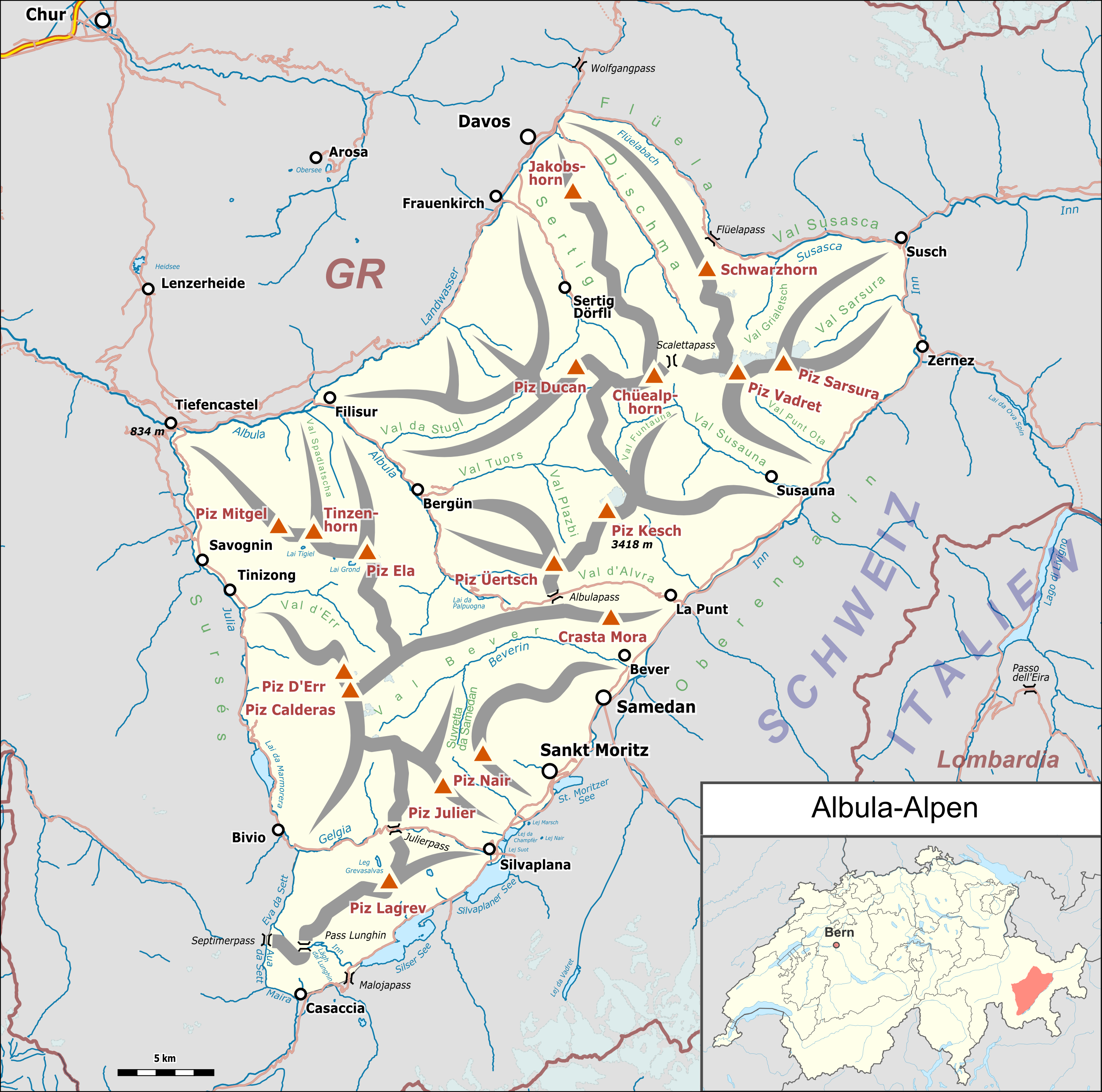
Cartina dettagliata del massiccio montuoso.

La Partizione delle Alpi le vedeva come un gruppo della sezione n. 11: Alpi Retiche denominato Gruppo dell'Albula e Silvretta.
L'AVE le considera come il gruppo n. 65 (su 75) nelle Alpi Orientali.
La SOIUSA le vede come sottosezione alpina e vi attribuisce la seguente classificazione:
- Grande parte = Alpi Orientali
- Grande settore = Alpi Centro-orientali
- Sezione = Alpi Retiche occidentali
- Sottosezione = Alpi dell'Albula
- Codice = II/A-15.II

## Delimitazioni
Si trovano nel cuore delle Alpi Retiche occidentali e confinano solamente con sottosezioni della stessa sezione alpina. In particolare confinano:
- a nord con le Alpi del Silvretta, del Samnaun e del Verwall e separate dal Passo Flüela,
- ad est con le Alpi della Val Müstair e le Alpi di Livigno e separate dall'alta Engadina,
- a sud-est con le Alpi del Bernina e separate dall'alta Engadina e dal Passo del Maloja,
- a sud-ovest con le Alpi del Platta e separate dal Passo del Settimo,
- a nord-ovest con le Alpi del Plessur e separate dalla valle del Landwasser.

Ruotando in senso orario i limiti geografici sono: Passo del Settimo, torrente Giulia, fiume Albula, fiume Landwasser, Davos, Passo Flüela, Engadina, Passo del Maloja, Passo del Settimo.

## Suddivisione

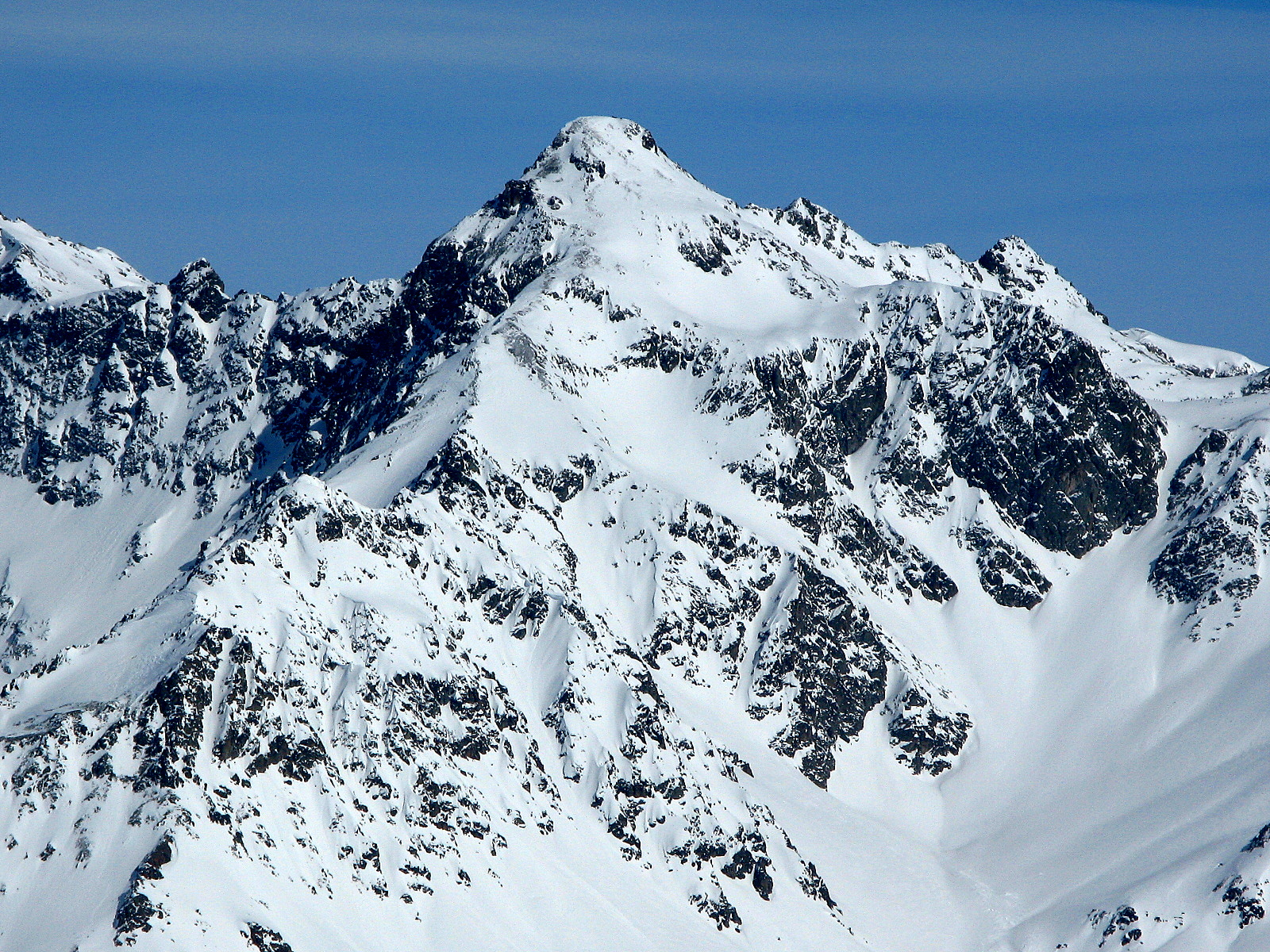
Piz Calderas

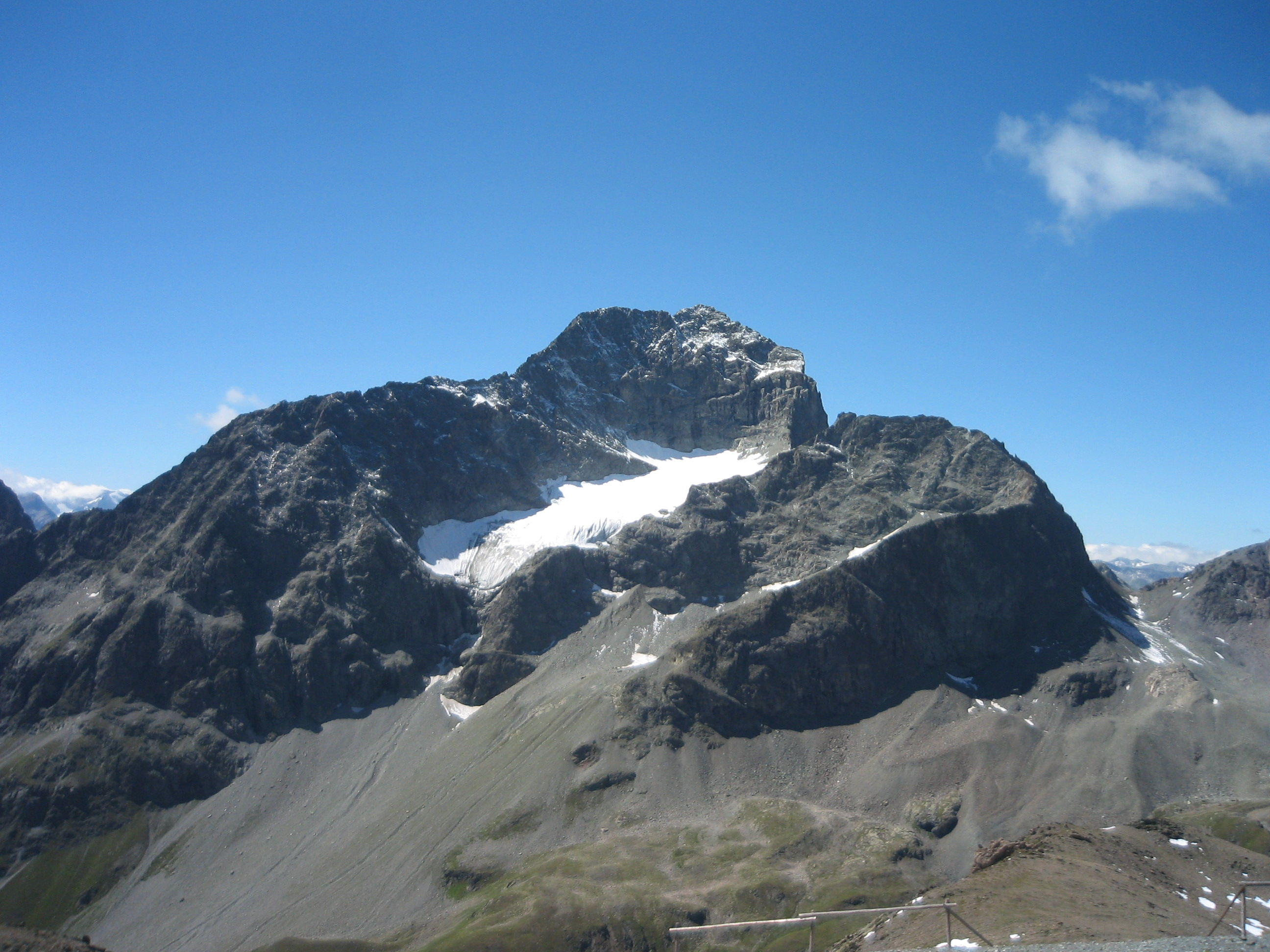
Piz Julier

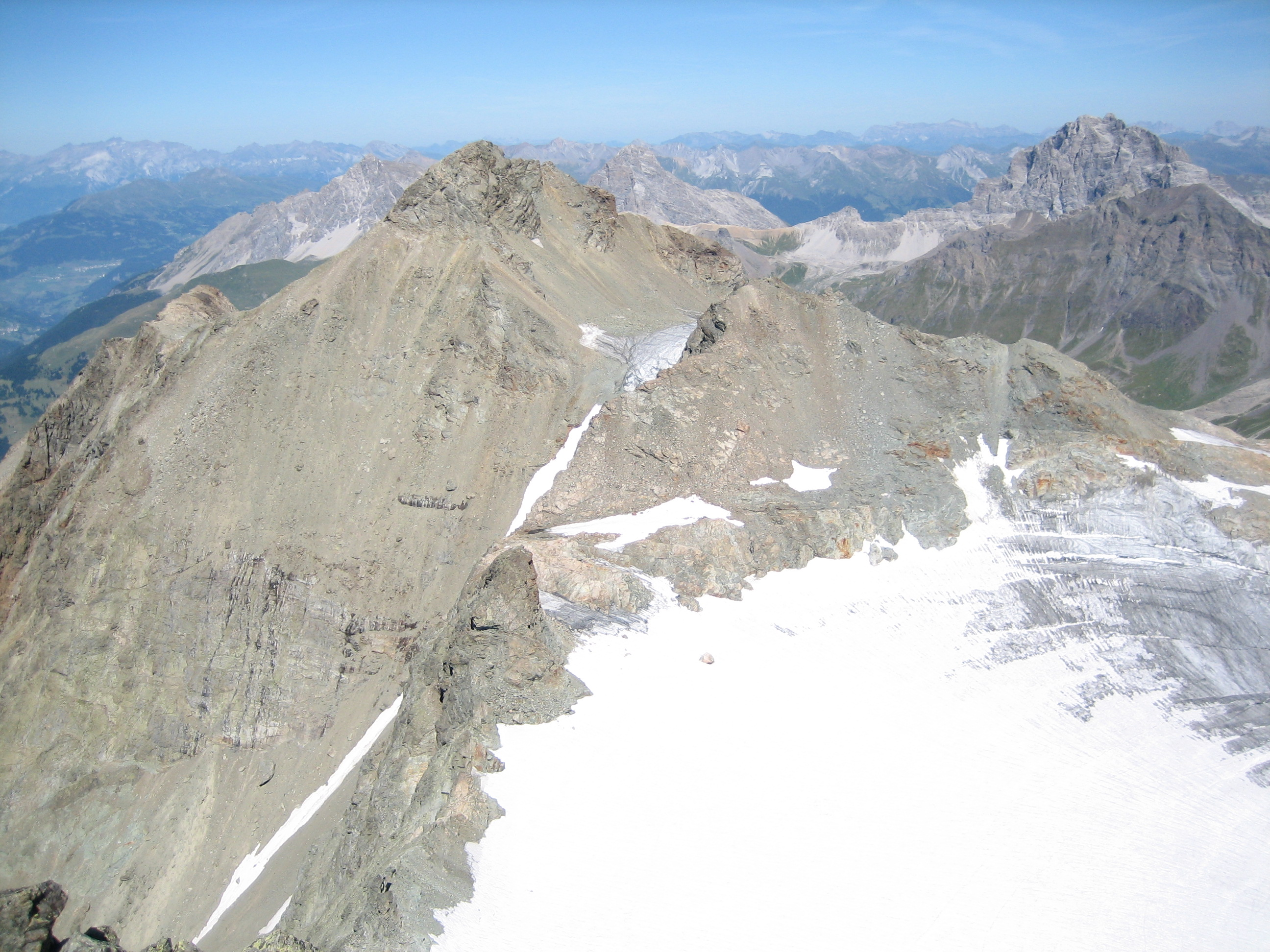
Piz d'Err

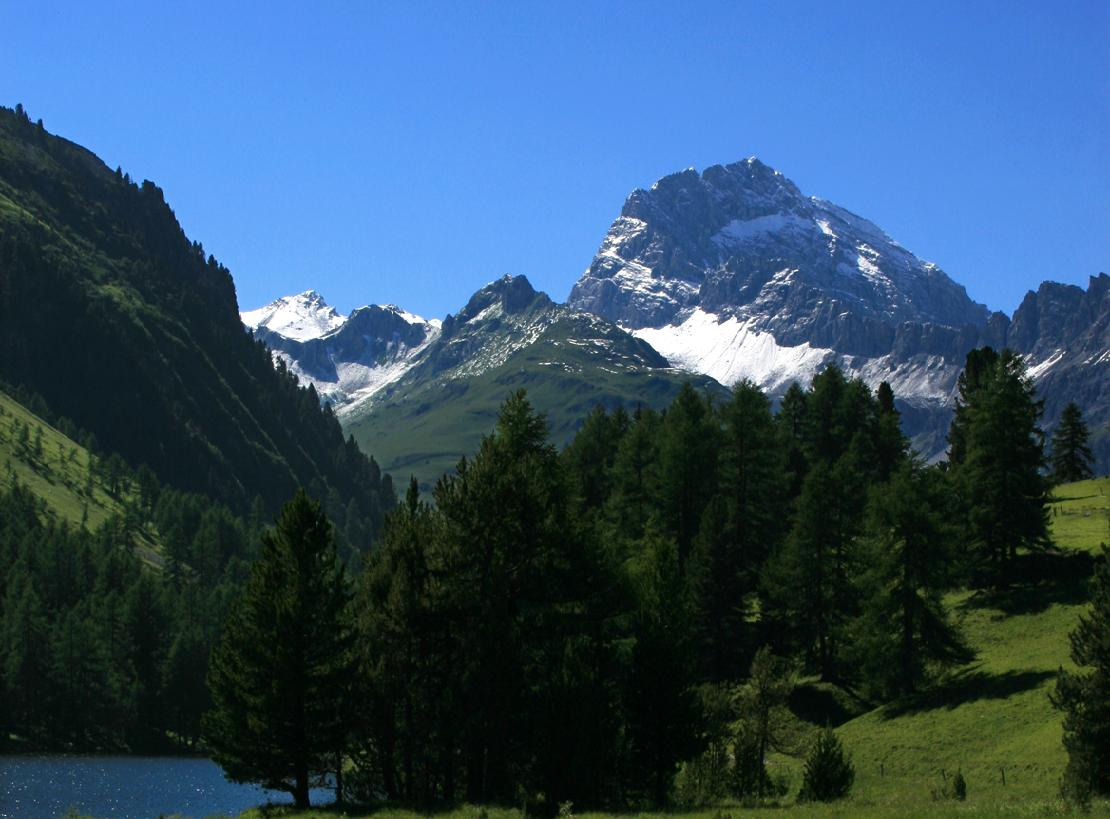
Piz Ela

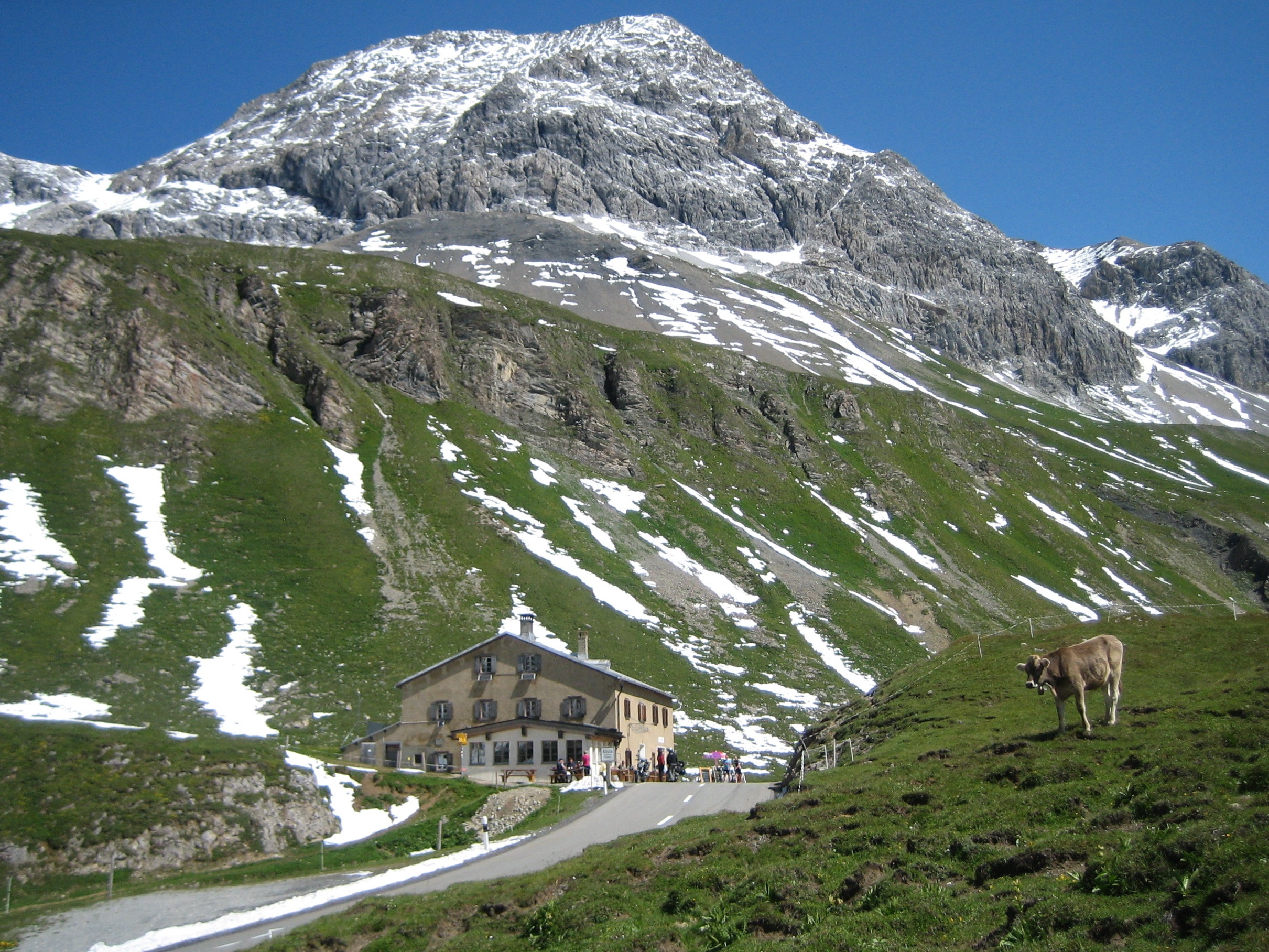
Piz Üertsch e Passo dell'Albula

La sottosezione è suddivisa in due supergruppi, sette gruppi e sedici sottogruppi:
- Catena Güglia-Err-Bravuogn (A)
  - Gruppo Güglia-Ot (A.1)
    - Gruppo del Lagrev (A.1.a)
    - Gruppo Güglia-Bever (A.1.b)
    - Gruppo del Piz Ot (A.1.c)

  - Gruppo Err-Calderas (A.2)
    - Gruppo del Calderas (A.2.a)
    - Gruppo dell'Err (A.2.b)
    - Gruppo Bleis-Marscha (A.2.c)
    - Gruppo del Bial (A.2.d)
    - Gruppo Crasta-Mora (A.2.e)

  - Gruppo dei Pizs da Bravuogn (A.3)
- Catena Kesch-Chüealphorn-Grialetsch (B)
  - Gruppo del Kesh i.s.a. (B.4)
    - Gruppo dell'Albula (B.4.a)
    - Gebirgstock der Tschimas da Tisch (B.4.b)
    - Gruppo del Kesh in senso stretto (B.4.c)
    - Gruppo del Piz Forun (B.4.d)

  - Gruppo Ducan-Monsteiner (B.5)
    - Gruppo del Ducan (B.5.a)
    - Gruppo del Monsteiner (B.5.b)

  - Gruppo Chüealphorn-Schwarzhorn (B.6)
    - Gruppo del Chüealphorn (B.6.a)
    - Gruppo dello Schwarzhorn (B.6.b)

  - Gruppo del Grialetsch (B.7).

I due supergruppi sono divisi dal fiume Albula e dal Passo dell'Albula. La Catena Güglia-Err-Bravuogn si trova a sud-ovest e la Catena Kesch-Chüealphorn-Grialetsch si trova a nord-est.

## Vette
Le vette principali della sottosezione sono:
- Piz Kesch - 3.418 m
- Piz Calderas - 3.397 m
- Piz Julier - 3.380 m
- Piz d'Err - 3.378 m
- Piz Ela - 3.339 m
- Piz Picuogl - 3.333 m
- Piz Üertsch - 3.268 m
- Piz Jenatsch - 3.251 m (dedicato all'eroe grigionese Jürg Jenatsch)
- Piz Ot - 3.246 m
- Piz Vadret - 3.226 m
- Piz Bever - 3.230 m
- Piz d'Agnel - 3.205 m
- Piz Sarsura - 3.177 m
- Corn da Tinizong - 3.172 m
- Piz Lagrev - 3.165 m
- Piz Mitgel - 3.158 m
- Schwarzhorn - 3.146 m
- Piz Grialetsch - 3.131
- Chüealphorn - 3.078 m
- Hoch Ducan - 3.063 m
- Piz Nair - 3.057 m
- Piz Forun - 3.052 m
- Tschimas da Tisch - 2.872 m
- Piz Lunghin - 2.780 m

## Valichi

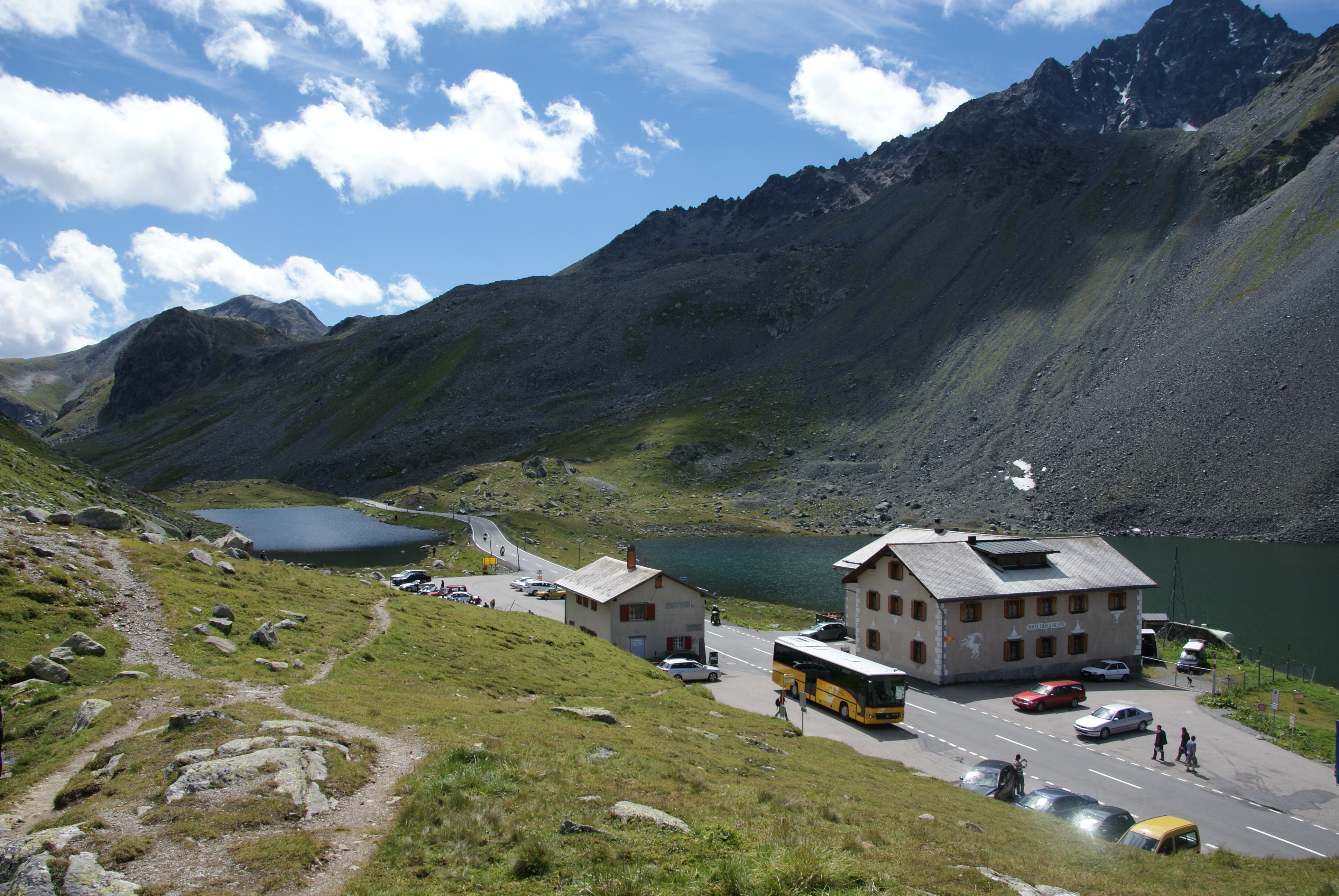
Passo Flüela

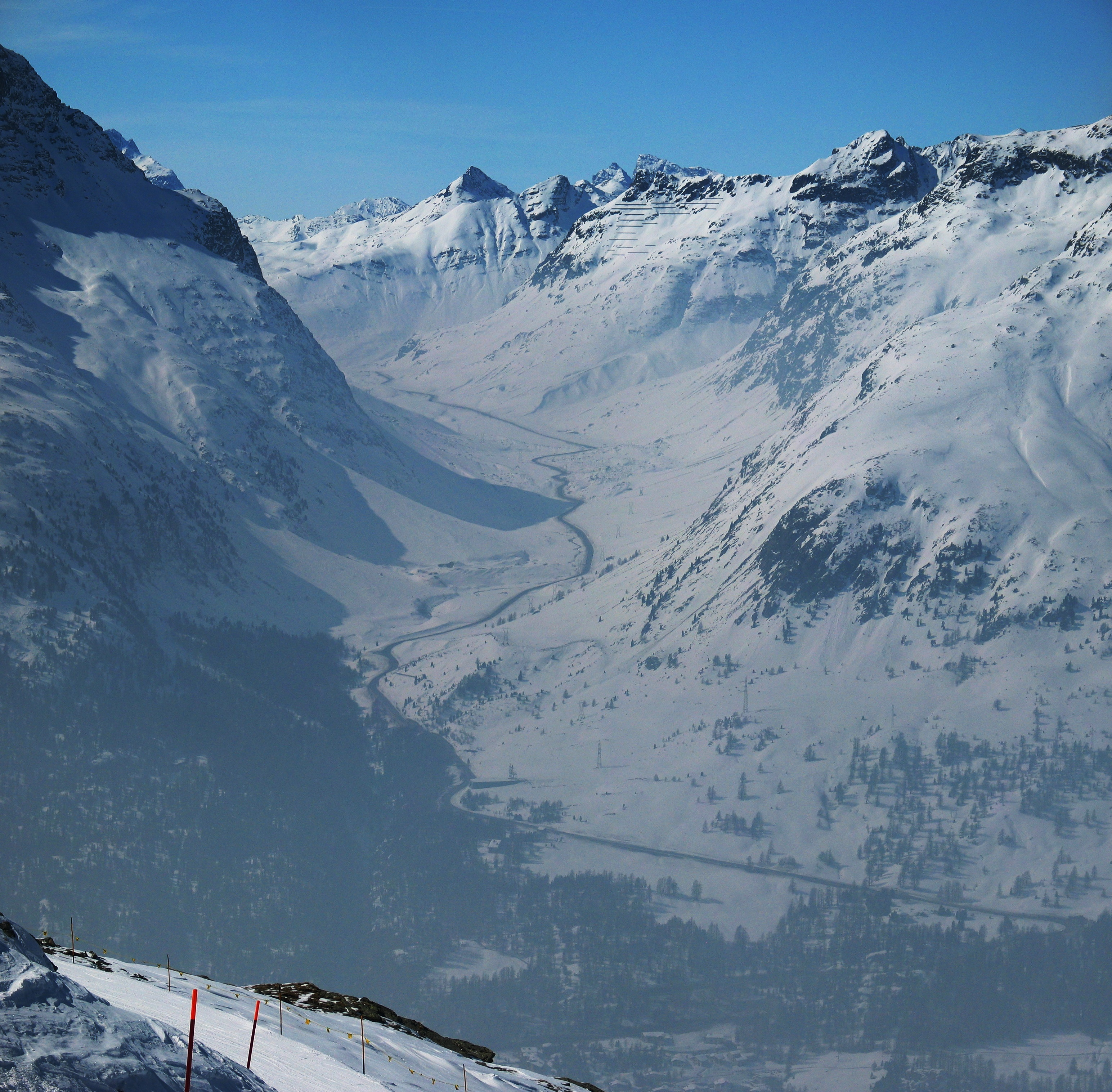
Passo del Giulia

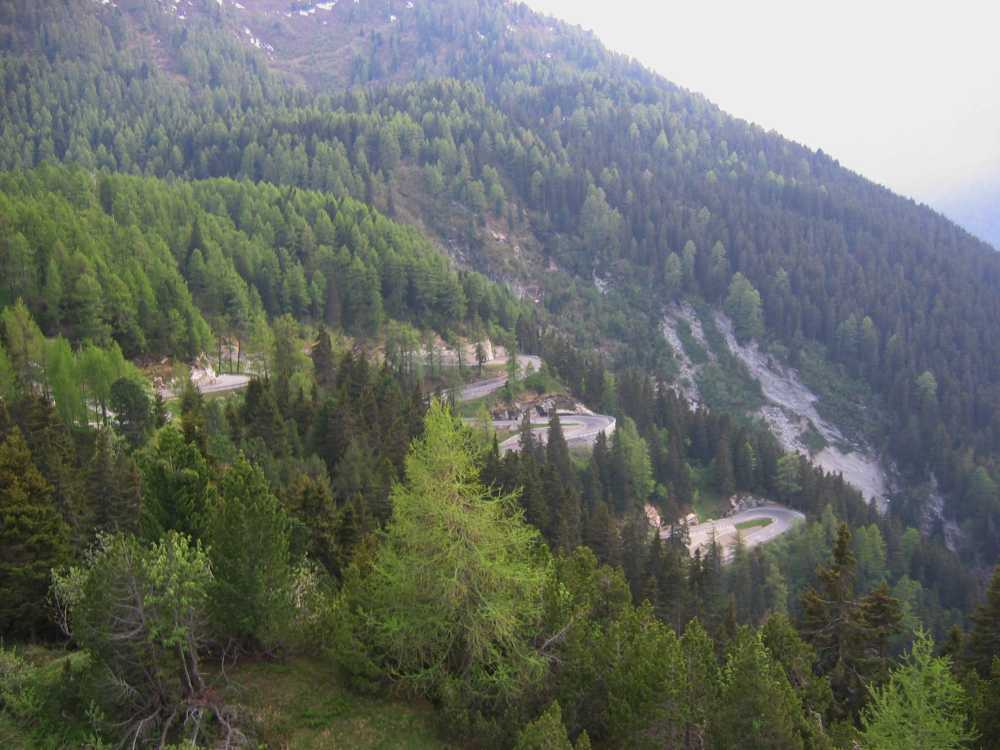
Passo Maloja

Le Alpi dell'Albula sono attraversate da un tunnel ferroviario sotto il passo dell'Albula. Inoltre hanno i seguenti principali valichi:
| Valico                 | Località collegate                        | tipo     | Altezza |
| ---------------------- | ----------------------------------------- | -------- | ------- |
| Fuorcla Calderas       | da Mulegns a Bever                        | neve     | 3130    |
| Fuorcla d'Eschia       | da Madulain a Bergün                      | neve     | 3008    |
| Passo Sertig           | da Davos a S-chanf                        | sentiero | 2762    |
| Tinzentor              | da Bergün a Savognin                      | sentiero | 2718    |
| Passo Ducan            | da Davos a Bergün                         | sentiero | 2671    |
| Passo Lunghin          | dal Passo del Maloja al Passo del Settimo | sentiero | 2635    |
| Passo Scaletta         | da Davos a S-chanf                        | sentiero | 2619    |
| Passo Suvretta         | da Sankt Moritz alla Val Bever            | sentiero | 2618    |
| Fuorcla d'Alp Fontauna | da Bergün aS-chanf                        | sentiero | 2615    |
| Passo Grialetsch       | da Davos a Susch                          | sentiero | 2546    |
| Passo Flüela           | da Davos a Susch                          | strada   | 2389    |
| Passo dell'Albula      | da Bergün a La Punt Chamues-ch            | strada   | 2315    |
| Passo del Settimo      | da Bivio alla Val Bregaglia               | sentiero | 2311    |
| Passo del Giulia       | da Thusis a Silvaplana                    | strada   | 2287    |
| Passo del Maloja       | da Sankt Moritz a Chiavenna               | strada   | 1815    |

## Rifugi
I principali rifugi delle Alpi dell'Albula sono:
- Rifugio Kesch - 2.625 m
- Rifugio Jürg Jenatsch - 2.625 m
- Chamanna Es-cha - 2.594 m
- Grialetsch Hütte - 2.542 m
- Chamonas d'Ela - 2.252 m